# Attack on a China Mission
Attack on a China Mission è un cortometraggio del 1900 diretto da James Williamson.
Primo film in assoluto di campo-controcampo, tecnica utilizzata durante la fase di montaggio.

## Trama
Cina 1899: episodio della Ribellione dei Boxer. Attaccano un missionario cristiano e sua moglie prima che i membri delle forze navali di una delle potenze europee arrivino in loro soccorso.